# 蜘蛛花属
蜘蛛花属（学名：Silvianthus）是茜草科下的一个属，为灌木植物。该属共有蜘蛛花（Silvianthus bracteatus）等2种，分布于印度至中国云南。